# Sadali
Sadali – miejscowość i gmina we Włoszech, w regionie Sardynia, w prowincji Sud Sardynia.
Według danych na rok 2004 gminę zamieszkiwało 1056 osób, 21,6 os./km². Graniczy z Esterzili, Nurri, Seui, Seulo i Villanova Tulo.